# Оликово (Владимирская область)
Оликово — село в Суздальском районе Владимирской области России, входит в состав Новоалександровского сельского поселения.

## География
Село расположено на автодороге Р74 Владимир - Юрьев-Польский - Переславль-Залесский в 2 км на север от центра поселения села Новоалександрово и в 14 км на северо-запад от Владимира.

## История
Самое раннее упоминание о деревянной «церкви Егорья святого» в селе имеется в патриарших окладных книгах за 1628 год. По писцовым книгам 1653 года храмов в Оликове уже два – церковь Иоанна Богослова с приделом Святой Анны и «великия Христосовы мученицы Просковеи нарицаемыя Пятница» а церковь Святого Георгия «ветха стоит без пения». В обоих храмах служил один священник. Документы 1790-х годов свидетельствуют, что к этому времени в селе снова осталась одна деревянная церковь во имя Святого Георгия. Нынешняя Иоанно-Богословская церковь с приделом Святого Георгия была построена взамен прежней деревянной ориентировочно в 1827-1828 годах. В качестве храмоздателя выступил владелец оликовской усадьбы граф Михаил Николаевич Мусин-Пушкин. 
Иоанно-Богословская церковь в Оликове была закрыта в конце 1930-х годов. В конце 1980-х годов ее здание было заброшено, стояло открытым и никак не использовалось. В начале 1990-х годов церковь возвратили верующим.
В конце XIX — начале XX века село являлось центром Оликовской волости Владимирского уезда.
С 1929 года село входило с состав Новоалександровского сельсовета Владимирского района, с 1945 года — Ставровского района, с 1965 года — в составе Суздальского района.

## Население
| 1859 | 1926 |
| ---- | ---- |
| 271  | 278  |

| 1859 | 1905 | 1926 | 2002 | 2010 | 2021 |
| ---- | ---- | ---- | ---- | ---- | ---- |
| 271  | ↗280 | ↘278 | ↘38  | ↘23  | ↗41  |

## Достопримечательности
В селе находится действующая Церковь Иоанна Богослова (1728). 23 октября 2022 года епископ Ковровский Стефан (Привалов) возглавил освящение храма.